# Departamento de Dos de Abril
Departamento de Dos de Abril är en kommun i Argentina.   Den ligger i provinsen Chaco, i den norra delen av landet, 800 km norr om huvudstaden Buenos Aires. Antalet invånare är 7 435.
Trakten runt Departamento de Dos de Abril består till största delen av jordbruksmark. Runt Departamento de Dos de Abril är det mycket glesbefolkat, med 6 invånare per kvadratkilometer.